# 솔리드 스테이트 스토리지
솔리드 스테이트 스토리지(Solid-state storage, SSS)는 움직이는 부품이 없고 전자 회로만 사용하는 비휘발성 컴퓨터 스토리지이다. 이 솔리드 스테이트 디자인은 자성 물질로 코팅된 이동 매체를 사용하는 전기 기계 자기 저장의 일반적으로 사용되는 경쟁 기술과 크게 다르다. 일반적으로 SSS는 동일한 스토리지 용량에 대해 훨씬 빠르지만 비용이 더 많이 든다.
SSS 장치는 일반적으로 플래시 메모리를 사용하지만 일부는 배터리 지원 RAM(랜덤 액세스 메모리)을 사용한다. 장치는 많은 컴퓨터 시스템 및 기기에 대한 애플리케이션 요구 사항을 충족하기 위해 다양한 유형, 폼 팩터, 저장 크기 및 인터페이스 옵션으로 제공된다.

## 개요
역사적으로 컴퓨터 시스템의 보조 저장 장치는 회전하는 플래터 (하드 디스크 드라이브 및 플로피 디스크) 또는 선형으로 움직이는 플라스틱 필름 (테이프 드라이브)에 적용된 표면 코팅의 자기적 특성을 활용하여 구현되었다. 이러한 자기 매체를 읽기/쓰기 헤드와 결합하면 데이터를 강자성 코팅의 작은 부분을 개별적으로 자화하여 쓰고, 나중에 자화 전이를 감지하여 읽을 수 있다. 데이터를 읽거나 쓰려면 자기 매체의 정확한 부분이 매체 표면에 가깝게 흐르는 읽기/쓰기 헤드 아래를 지나야 한다. 결과적으로 데이터를 읽거나 쓰는 것은 자기 매체와 헤드를 위치시키는 데 필요한 지연을 유발하며, 이 지연은 실제 기술에 따라 달라진다.

플래시 기반 저장 장치에서 쓰기 증폭 현상을 보여주는 그림

시간이 지남에 따라 중앙 처리 장치(CPU) 속도의 발전은 보조 저장 기술의 혁신을 이끌었다. 이러한 혁신 중 하나인 플래시 메모리는 전기적으로 지우고 다시 프로그래밍할 수 있는 비휘발성 저장 매체이다.
솔리드 스테이트 스토리지는 일반적으로 NAND 타입의 플래시 메모리를 사용하는데, 이는 장치 전체 용량보다 작은 청크 단위로 접근할 수 있다. 읽기 작업의 최소 청크 크기(페이지)는 쓰기/지우기 작업의 최소 청크 크기(블록)보다 훨씬 작아서, 플래시 기반 저장 장치의 임의 쓰기 성능과 쓰기 수명을 제한하는 쓰기 증폭이라는 바람직하지 않은 현상이 발생한다.
일부 솔리드 스테이트 저장 장치는 (휘발성) RAM과 배터리를 사용하는데, 배터리가 전력을 계속 공급하는 한 시스템 전원이 없어도 RAM의 내용을 보존한다. 플래시 기반 저장 장치는 배터리 제한을 받지 않지만, RAM 기반 저장 장치는 더 빠르고 쓰기 증폭이 발생하지 않는다.
움직이는 기계 부품이 없기 때문에 솔리드 스테이트 스토리지는 전자기 저장 장치처럼 미디어를 이동하는 데 필요한 데이터 접근 지연 시간이 없다. 따라서 훨씬 더 높은 I/O 작업 속도(IOPS)를 제공한다. 또한 솔리드 스테이트 스토리지는 전력 소비가 적고, 물리적 충격에 더 강하며, 발열이 적고 진동이 없다.
전자기 장치와 비교하여 솔리드 스테이트 장치는 동일 용량당 비용이 더 많이 들고, 일반적으로 전자기 장치에 사용 가능한 더 큰 용량으로는 사용할 수 없다.
또한 플래시 기반 장치는 데이터 쓰기에 사용되는 프로그램–지우기 주기의 유한한 수로 인해 플래시 메모리의 제한으로 인해 수명을 단축시키는 메모리 웨어를 겪는다. 이로 인해 솔리드 스테이트 스토리지는 전통적인 보조 저장 장치를 완전히 대체하는 대신 자주 접근하는 데이터에 대한 캐시 역할을 하는 하이브리드 드라이브에 자주 사용된다.

## 장치 유형
솔리드 스테이트 드라이브(SSD)는 개인용 컴퓨터, 임베디드 시스템, 휴대용 장치, 대형 서버 및 네트워크 결합 스토리지(NAS)를 포함한 비교적 복잡한 시스템에 보조 저장 장치를 제공한다. 이러한 광범위한 용도를 만족시키기 위해 SSD는 다양한 기능, 용량, 인터페이스 및 물리적 크기와 레이아웃으로 생산된다.
솔리드 스테이트 스토리지는 이동식 매체로도 사용할 수 있다. 메모리 카드는 MMC 및 SD와 같이 카드용 특수 포트에 맞도록 만들어졌다. USB 플래시 드라이브는 USB를 통해 연결되며 카드처럼 모양과 크기에 제약을 받지 않는다.
일반적으로 SSD는 AHCI 또는 NVMe와 같은 논리 장치 인터페이스와 페어링된 SATA 또는 PCIe와 같은 비교적 빠른 인터페이스를 사용한다. 이동식 장치는 원-비트 SD 인터페이스 또는 SPI와 같은 더 간단하고 느린 인터페이스를 사용한다.

## 같이 보기
- 자기 드럼
- I-RAM
- 자기 저장
- 램 드라이브
- 순차 접근 메모리
- 웨어 레벨링